# Actis mimeta
Actis mimeta är en fjärilsart som beskrevs av Karsch 1895. Actis mimeta ingår i släktet Actis och familjen juvelvingar. Inga underarter finns listade i Catalogue of Life.